# 麻里布町
麻里布町（まりふちょう）は、山口県玖珂郡にあった町。現在の岩国市の北東端にあたる。本項では町制前の名称である麻里布村（まりふそん）についても述べる。

## 地理
- 海洋：安芸灘
- 山岳：岩国山
- 河川：今津川

## 歴史
- 1889年（明治22年）4月1日 - 町村制の施行により、装束村・室木村・今津村・柱島の区域をもって麻里布村が発足。
- 1928年（昭和3年）4月29日 - 麻里布村が町制施行して麻里布町となる。
- 1940年（昭和15年）4月1日 - 岩国町・麻里布町・川下村・愛宕村・灘村が合併して岩国市が発足。同日麻里布町廃止。

## 交通

### 鉄道路線
- 鉄道省
  - 山陽本線（現・岩徳線）
  - 柳井線（現・山陽本線）
    - 麻里布駅（現・岩国駅）

### 道路
- 国道2号